# Индира Арадиновић Инди
Индира Арадиновић „Инди“ (Београд, 4. јул 1986) српска је поп-фолк певачица.

## Биографија
Индира је много пута изјавила да верује да постоји велики таленат за глуму и то је један од њене жеље да се појави у филму. Њено прво појављивање било је на аудицији за Звезде Гранда 2003. године, али ту се није прославила. Како је моментално певање на првом месту, три године касније, Инди је каријеру почела тако што се појавила у Гранд продукцији са албумом "Indy" који је био прави погодак у то време. Са тог албума издвојиле су се многе песме као што су На рате, Бела хаљина, Пипни ми руке и Релативно. Учествовала је на првом Грандовом фестивалу 2006. године са песмом Бато бре која је постигла велики успех у њеној каријери. У то време је снимила и дует са Бојаном Бјелићем. Експресно што је представило у провокативном издању. Осим што пева Инди је учествовала и у Фарми 2 у пролеће 2010. године. После Фарме изјавила је како је срећна што је имала прилику да ради многе послове. Инди је остала запажена и због честих промена изгледа, а познато је како је имала велики проблем са килажом, због чега су њен највећи страх слаткиши и хлеб.
Године 2011. је издала синглове Ни у кревет, ни у град, Пиво и Преко седам гора (дует са Шерифом Коњевићем). Одмах следеће године, издала је други студијски албум Индија где преовладава фолк звук, а на њему се налазе песме попут Очајна, Индија и друге. 2014. представља сингл Мени, мени која је ушла у кафане и на весеља и појавила се на Грандовом фестивалу са песмом Какав човек, таква жена. 2015. године издаје песму под називом Царица где каже да је "царица која заслужује да јој мушкарци поклањају новац и злато". Инди верује да ће песма покорити ромска весеља на којима често наступа.

## Дискографија

### Албуми
- Indy (2006)
- Индија (2012)

### Синглови
- Мени, мени (2014)
- Какав човек, таква жена (2014)
- Царица (2015)
- Безобразно леп (2016)
- Чка космичка (2017)
- Гледај ме (2018)
- Мафијаш (2022)
- Аја, аја (2023)
- А ле ле ле (2023)

Дуети
- Љубав за љубав ( са рођаком Бакијем Б3) (2001)
- Експресно (са бившим дечком певачем Бојаном Бјелићем) (2006)
- Преко седам гора /Заплакаће јутра ( са Шерифом Коњевићем) (2011)
- Хаваји (са Марјаном Каменовићем) (2011)
- Само тут мангав  (са Данијелом Ђурићем) (2013)  на ромском језику
- Барон (дует са Данијелом Ђурићем) (2017)

#### Спотови
| Спот           | Година | Режисер                      |
| -------------- | ------ | ---------------------------- |
| Бато бре       | 2006   | —                            |
| Експресно      | 2006   | —                            |
| Натенане       | 2008   | —                            |
| Где си сада ти | 2013   | In production                |
| Безобразно леп | 2016   | Андреј Илић                  |
| Чка космичка   | 2017   | Дејан Милићевић              |
| Барон          | 2017   | In production & N production |
| Гледај ме      | 2018   | Дејан Милићевић              |
| Plata o Plomo  | 2019   | IDJ                          |
| Ураган         | 2020   | Дејан Милићевић              |
| Привезак       | 2020   | Андреја Дамњановић           |
| Ноћ,ноћ        | 2021   | Давид Љубеновић              |
| Aya,aya        | 2023   | Игор Жећевић                 |

### Тв верзије
| Спот                  | Година | Режисер      |
| --------------------- | ------ | ------------ |
| Мафијаш               | 2022   | Огњен Опачић |
| Из далека (кавер)     | 2022   |              |
| Че се вратим (кавер)  | 2022   | Ненад Пешић  |
| Весело друштво(кавер) | 2022   | Ненад Пешић  |
| А ле ле ле            | 2023   | Игор Жећевић |

## Фестивали
Гранд фестивал:
- Бато бре, 2006
- Натенане, 2008
- Какав човек, таква жена, 2014